# Классическая механика
Класси́ческая меха́ника — вид механики (раздела физики, изучающего законы изменения положений тел в пространстве со временем и причины, его вызывающие), основанный на законах Ньютона и принципе относительности Галилея. Поэтому её часто называют «нью́тоновой меха́никой».
Классическая механика подразделяется на:
- статику (которая рассматривает равновесие тел);
- кинематику (которая изучает геометрическое свойство движения без рассмотрения его причин);
- динамику (которая рассматривает движение тел с учётом вызывающих его причин).

Существует несколько эквивалентных способов формального математического описания классической механики:
- законы Ньютона;
- лагранжев формализм;
- гамильтонов формализм;
- формализм Гамильтона — Якоби.

На рубеже XIX—XX вв. были выявлены пределы применимости классической механики. Выяснилось, что она даёт исключительно точные результаты, но только в тех случаях, когда применяется к телам, скорости которых много меньше скорости света, а размеры значительно превышают размеры атомов и молекул, и при расстояниях или условиях, когда скорость распространения гравитации можно считать бесконечной (обобщением классической механики на тела, двигающиеся с произвольной скоростью, является релятивистская механика, а на тела, размеры которых сравнимы с атомными, — квантовая механика; квантовые релятивистские эффекты рассматриваются квантовой теорией поля).
Тем не менее, классическая механика сохраняет своё значение, поскольку она:
1. намного проще в понимании и использовании, чем остальные теории;
2. в обширном диапазоне достаточно хорошо описывает реальность.

Классическую механику можно использовать для описания движения очень широкого класса физических объектов: и обыденных предметов макромира (таких, как волчок и бейсбольный мяч), и объектов астрономических размеров (таких, как планеты и звёзды), и многих микроскопических объектов.

## Основные понятия
Классическая механика оперирует несколькими основными понятиями и моделями. Среди них:
- Пространство. Считается, что движение тел происходит в пространстве, являющемся евклидовым, абсолютным (не зависит от наблюдателя), однородным (две любые точки пространства неотличимы) и изотропным (два любых направления в пространстве неотличимы).
- Время — фундаментальное понятие, постулируемое в классической механике. Считается, что время является абсолютным, однородным и изотропным (уравнения классической механики не зависят от направления течения времени).
- Система отсчёта состоит из тела отсчёта (некоего тела, реального или воображаемого, относительно которого рассматривается движение механической системы), прибора для измерения времени и системы координат.
- Масса — мера инертности тел.
- Материальная точка — модель объекта, имеющего массу, размерами которого в решаемой задаче пренебрегают[1]. Тела ненулевого размера могут испытывать сложные движения, поскольку может меняться их внутренняя конфигурация (например, тело может вращаться или деформироваться). Тем не менее, в определённых случаях к подобным телам применимы результаты, полученные для материальных точек, если рассматривать такие тела как совокупности большого количества взаимодействующих материальных точек. Материальные точки в кинематике и динамике обычно описывают следующими величинами:
  - радиус-вектор {\displaystyle {\vec {r}}} — вектор, проведённый из начала координат в ту точку пространства, которая служит текущим положением материальной точки[1];
  - скорость — вектор, характеризующий изменение положения материальной точки со временем и определяемый как производная радиус-вектора по времени[1]:
{\displaystyle {\vec {v}}={\frac {d{\vec {r}}}{dt}}};
  - ускорение — вектор, характеризующий изменение скорости материальной точки со временем и определяемый как производная скорости по времени[1]:
{\displaystyle {\vec {a}}={\frac {d{\vec {v}}}{dt}}={\frac {d^{2}{\vec {r}}}{dt^{2}}}};
  - масса — мера инертности материальной точки; полагается постоянной во времени и независящей от каких-либо особенностей движения материальной точки и её взаимодействия с другими телами[2][3][4];
  - импульс (иное название — количество движения) — векторная физическая величина, равная произведению массы материальной точки на её скорость[5]:
{\displaystyle {\vec {p}}=m{\vec {v}}};
  - кинетическая энергия — энергия движения материальной точки, определяемая как половина произведения массы тела на квадрат её скорости[6]:
{\displaystyle T={\frac {mv^{2}}{2}}.} или {\displaystyle T={\frac {p^{2}}{2m}}};
  - сила — векторная физическая величина, являющаяся мерой интенсивности воздействия на данное тело других тел, а также физических полей. Представляет собой функцию координат и скорости материальной точки, определяющую производную её импульса по времени[7];
  - если работа силы не зависит от вида траектории, по которой двигалось тело, а определяется только его начальным и конечным положениями, то такая сила называется потенциальной. Взаимодействие, происходящее посредством потенциальных сил, может описываться потенциальной энергией. По определению, потенциальной энергией называется функция координат тела {\displaystyle U({\vec {r}})} такая, что сила, действующая на тело, равна градиенту от этой функции, взятому с обратным знаком:
{\displaystyle {\vec {F}}=-\nabla U({\vec {r}})}.

## Основные законы

### Принцип относительности Галилея
Основным принципом, на котором базируется классическая механика, является принцип относительности, сформулированный Г. Галилеем на основе эмпирических наблюдений. Согласно этому принципу существует бесконечно много систем отсчёта, в которых свободное тело покоится или движется с постоянной по модулю и направлению скоростью. Эти системы отсчёта называются инерциальными и движутся друг относительно друга равномерно и прямолинейно. Во всех инерциальных системах отсчёта свойства пространства и времени одинаковы, и все процессы в механических системах подчиняются одинаковым законам. Этот принцип можно также сформулировать как отсутствие абсолютных систем отсчёта, то есть систем отсчёта, каким-либо образом выделенных относительно других.

### Законы Ньютона
Основой классической механики являются три закона Ньютона (формулируя данные законы, Ньютон применял термин «тело», хотя фактически речь в них идёт о материальных точках).
Первый закон устанавливает наличие свойства инертности у материальных тел и постулирует наличие таких систем отсчёта, в которых движение свободного тела происходит с постоянной скоростью (такие системы отсчёта называются инерциальными).
Второй закон Ньютона на основе эмпирических фактов постулирует связь между величиной силы, ускорением тела и его инертностью (характеризуемой массой). В математической формулировке второй закон Ньютона чаще всего записывается в следующем виде:
{\displaystyle m{\vec {a}}={\vec {F}},}
где {\displaystyle {\vec {F}}} — результирующий вектор сил, действующих на тело; {\displaystyle {\vec {a}}} — вектор ускорения тела; m — масса тела.
Второй закон Ньютона может быть также записан в терминах изменения импульса материальной точки {\displaystyle {\vec {p}}}:
{\displaystyle {\frac {d{\vec {p}}}{dt}}={\vec {F}}.}
При записи закона в такой форме, как и ранее, полагают, что масса материальной точки неизменна во времени.
Второго закона Ньютона недостаточно для описания движения частицы. Дополнительно требуется описание силы {\displaystyle {\vec {F}}}, полученное из рассмотрения сущности физического взаимодействия, в котором участвует тело.
Третий закон Ньютона уточняет некоторые свойства введённого во втором законе понятия силы. Им постулируется наличие для каждой силы, действующей на первое тело со стороны второго, равной по величине и противоположной по направлению силы, действующей на второе тело со стороны первого. Наличие третьего закона Ньютона обеспечивает выполнение закона сохранения импульса для системы тел.

### Закон сохранения импульса
Закон сохранения импульса является следствием законов Ньютона для замкнутых систем (то есть систем, на которые не действуют внешние силы или равнодействующая внешних сил равна нулю). Фундаментальной основой данного закона служит свойство однородности пространства, а взаимосвязь закона сохранения импульса и данного свойства выражается теоремой Нётер.

### Закон сохранения энергии
Закон сохранения энергии является следствием законов Ньютона для замкнутых консервативных систем (то есть систем, в которых действуют только консервативные силы). Фундаментальной основой данного закона служит свойство однородности времени, причём взаимосвязь закона сохранения энергии и данного свойства снова выражается теоремой Нётер.

## Распространение на протяжённые тела
Классическая механика также включает в себя описание сложных движений протяжённых неточечных объектов. Распространение законов ньютоновой механики на такие объекты было в основном заслугой Л. Эйлера. Современная формулировка законов Эйлера также использует аппарат трёхмерных векторов.
Позднее развивается аналитическая механика, основная идея которой — описание механической системы как единого объекта, использующее аппарат многомерной геометрии. Есть две основные (во многом альтернативные) формулировки классической аналитической механики: лагранжева механика и гамильтонова механика. В этих теориях понятие «сила» отходит на второй план, а упор при описании механических систем делается на другие физические величины — такие, как энергия или действие.
Приведённые выше выражения для импульса и кинетической энергии действительны только при отсутствии значительного электромагнитного вклада. В электромагнетизме второй закон Ньютона для провода с током нарушается, если не учитывать вклад электромагнитного поля в импульс системы; такой вклад выражается через вектор Пойнтинга, поделённый на c2, где c — это скорость света в свободном пространстве.

## История

### Античность
Классическая механика зародилась в древности и начала формироваться в качестве самостоятельной отрасли, ранее других областей физики, главным образом в связи с проблемами, которые возникали при строительстве (подъёмные и транспортные машины, пирамиды древнего Египта), ремесленном производстве, судоходстве и военном деле (стенобитные и метательные машины). В странах Ближнего Востока были известны все так называемые «простые машины»: рычаг, наклонная плоскость, блок, клин, винт. Однако от них не осталось никаких письменных записей. В древнем Китае в I в. н. э. был изобретён первый в мире сейсмоскоп.
Первым из разделов механики, получившим развитие, стала статика, основы которой были заложены в работах Архимеда в III веке до н. э.. Им были сформулированы правило рычага, теорема о сложении параллельных сил, введено понятие центра тяжести, заложены основы гидростатики (сила Архимеда).

### Средние века
В XIV веке французский философ Жан Буридан разработал теорию импетуса. В дальнейшем её развил ученик Жана — епископ Альберт Саксонский.

### Новое время

#### XVII век
Динамика как раздел классической механики начала развиваться только в XVII веке. Его основы были заложены Галилео Галилеем, который первым правильно решил задачу о движении тела под действием заданной силы. На основе эмпирических наблюдений им были открыты закон инерции и принцип относительности. Помимо этого, Галилеем внесён вклад в зарождение теории колебаний и науки о сопротивлении материалов.
Христиан Гюйгенс проводил исследования в области теории колебаний, в частности изучал движение точки по окружности, а также колебания физического маятника. В его работах были также впервые сформулированы законы упругого удара тел.
Заложение основ классической механики завершилось работами Исаака Ньютона, сформулировавшего в наиболее общей форме законы механики и открывшего закон всемирного тяготения. Им же в 1684 году был установлен закон вязкого трения в жидкостях и газах.
Также в XVII веке, в 1660 году, был сформулирован закон упругих деформаций, носящий имя своего первооткрывателя Роберта Гука.

#### XVIII век
В XVIII веке зарождается и интенсивно развивается аналитическая механика. Её методы для задачи о движении материальной точки были разработаны Леонардом Эйлером, которые заложили основы динамики твёрдого тела. Эти методы основываются на принципе виртуальных перемещений и на принципе Д’Аламбера. Разработку аналитических методов завершил Лагранж, которому удалось сформулировать уравнения динамики механической системы в наиболее общем виде: с использованием обобщённых координат и импульсов. Помимо этого, Лагранж принял участие в заложении основ современной теории колебаний.
Альтернативный метод аналитической формулировки классической механики основывается на принципе наименьшего действия, который впервые был высказан Мопертюи по отношению к одной материальной точке и обобщён на случай системы материальных точек Лагранжем.
Также в XVIII веке в работах Эйлера, Даниила Бернулли, Лагранжа и Д’Аламбера были разработаны основы теоретического описания гидродинамики идеальной жидкости.

#### XIX век
В XIX веке развитие аналитической механики происходит в работах Остроградского, Гамильтона, Якоби, Герца и др. В теории колебаний Раусом, Жуковским и Ляпуновым была разработана теория устойчивости механических систем. Кориолис разработал теорию относительного движения, доказав теорему о разложении ускорения на составляющие. Во второй трети XIX века происходит выделение кинематики в отдельный раздел механики (хотя впервые мысль о целесообразности такого выделении кинематики была высказана ещё Эйлером в 1776 г.).
Особенно значительны в XIX веке были успехи в области механики сплошной среды. Навье и Коши в общей форме сформулировали уравнения теории упругости. В работах Навье и Стокса были получены дифференциальные уравнения гидродинамики с учётом вязкости жидкости. Наряду с этим происходит углубление знаний в области гидродинамики идеальной жидкости: появляются работы Гельмгольца о вихрях, Кирхгофа, Жуковского и Рейнольдса о турбулентности, Прандтля о пограничных эффектах. Сен-Венан разработал математическую модель, описывающую пластические свойства металлов.

### Новейшее время
В XX веке интерес исследователей переключается на нелинейные эффекты в области классической механики. Ляпунов и Анри Пуанкаре заложили основы теории нелинейных колебаний. Мещерский и Циолковский провели анализ динамики тел переменной массы. Из механики сплошной среды выделяется аэродинамика, основы которой разработаны Жуковским. В середине XX века активно развивается новое направление в классической механике — теория хаоса. Важными также остаются вопросы устойчивости сложных динамических систем, механика дискретных систем, теория гироскопических и инерциальных систем, теория механизмов и машин, механика тел переменной массы, механика деформируемого твёрдого тела, гидроаэродинамика, газовая динамика, неевклидова механика.

## Ограничения применимости классической механики
Предсказания классической механики становятся неточными для систем, скорость которых приближается к скорости света (поведение таких систем должно описываться релятивистской механикой), или для очень малых систем, где действуют законы квантовой механики. Для описания поведения систем, в которых существенны и релятивистские, и квантовые эффекты, применяется релятивистская квантовая теория поля. Для систем с очень большим количеством составляющих, или степеней свободы, классическая механика также не может быть адекватной, и в этом случае используются методы статистической механики.
Классическая механика является самосогласованной теорией, то есть в её рамках не существует утверждений, противоречащих друг другу. В целом она является совместимой и с другими «классическими» теориями (такими, как классическая электродинамика и классическая термодинамика), однако в конце XIX века выявились некоторые несоответствия между этими теориями; преодоление этих несоответствий знаменовало становление современной физики. В частности:
- Уравнения классической электродинамики неинвариантны относительно преобразований Галилея: поскольку в данные уравнения входит (как физическая константа, постоянная для всех наблюдателей) скорость света, классическая электродинамика и классическая механика оказываются совместимыми только в одной избранной системе отсчёта — связанной с эфиром. Но экспериментальная проверка не выявила существования эфира, и это привело к созданию специальной теории относительности (в рамках которой уравнения механики были модифицированы).
- Несовместимы с классической механикой и некоторые утверждения классической термодинамики: применение их совместно с законами классической механики приводит к парадоксу Гиббса (согласно которому невозможно точно определить величину энтропии) и к ультрафиолетовой катастрофе (последняя означает, что абсолютно чёрное тело должно излучать бесконечное количество энергии). Попытки разрешить эти проблемы привели к возникновению и развитию квантовой механики.